# La Chevauchée sauvage
Pour plus de détails, voir Fiche technique et Distribution.
La Chevauchée sauvage (Bite the Bullet) est un film américain réalisé par Richard Brooks, sorti en 1975.

## Synopsis
Dans le Colorado du début du XXe siècle, le Denver Post organise une course de chevaux à travers mille kilomètres de plaines, déserts, montagnes avec pour enjeu un pactole de 2 000 dollars. L'aventure séduit plusieurs concurrents aux ambitions diverses.
Un journaliste suit les cavaliers sur un double side-car en osier Harley Davidson F11.
Sam Clayton, cavalier émérite, ne partage cependant pas l'émulation qui entoure cette course. Pour lui, le cheval passe avant celui qui le chevauche.

## Fiche technique
- Titre original : Bite the Bullet
- Titre français : La Chevauchée sauvage
- Réalisation : Richard Brooks
- Scénario : Richard Brooks
- Direction artistique : Robert F. Boyle
- Décors : Bob Signorelli
- Costumes : Rita Riggs
- Photographie : Harry Stradling Jr.
- Son : Al Overton Jr.
- Musique : Alex North
- Montage : George Grenville
- Production : Richard Brooks
- Sociétés de production : Persky-Bright Productions, Vista, Columbia Pictures
- Sociétés de distribution : Columbia Pictures
- Pays de production :  États-Unis
- Langue originale : anglais
- Format : couleur (Metrocolor) — 35 mm — 2,35:1 Panavision — son Mono
- Genre : Western
- Durée : 132 minutes
- Date de sortie : 
  - Australie : 20 avril 1975 (première mondiale à Melbourne)
  - USA : 25 juin 1975 (Los Angeles)
  - France : 22 octobre 1975

## Distribution
- Gene Hackman (VF : William Sabatier) : Sam Clayton
- James Coburn (VF : Jean Davy) : Luke Matthews
- Candice Bergen (VF : Perrette Pradier) : Miss Jones
- Ben Johnson (VF : Pierre Garin) : "Monsieur" (le vieux cowboy dont on ne connaît pas le nom)
- Ian Bannen (VF : Michel Roux) : Sir Harry Norfolk
- Jan-Michael Vincent (VF : Yves-Marie Maurin) : Carbo
- Robert Donner (VF : Claude Joseph) : reporter
- Jean Willes (VF : Paule Emanuele) : Rosie
- Mario Arteaga (VF : Serge Lhorca) : le Mexicain
- Dabney Coleman (VF : Alain Dorval) : Jack Parker
- John McLiam (VF : Jacques Berthier) : Gebhardt

## Production
Les acteurs n'ont pas reçu le script définitif avant le tournage, une méthode habituelle pour Richard Brooks : ils reçoivent chaque soir leur texte pour les scènes du lendemain. George Grenville, le monteur du film, précise même que la fin n'avait pas été écrite au moment du démarrage du film.

## Accueil

### Sortie
Hollywood Reporter, dans son numéro du 11 avril 1975,  annonce qu'une course de près de 500 miles, inspirée par le film, doit avoir lieu entre Sydney et Melbourne du 11 au 25 avril 1975, pour coïncider avec la première mondiale en Australie.
À l'époque de la sortie du film, le comédien Claude Joseph était la voix française régulière de Gene Hackman. Pourtant ici, il prête sa voix à Robert Donner tandis que Hackman est doublé par William Sabatier.

### Accueil critique
Alors que le New York Times a considéré ce film comme l'un des 10 pires de l'année, le Los Angeles Times a trouvé les décors spectaculaires et a vanté les performances des acteurs.